# Asymblepharus
Asymblepharus es un género de lagartos perteneciente a la familia Scincidae. Se distribuyen por el centro de Asia.

## Especies
Según The Reptile Database:
- Asymblepharus alaicus (Elpatjevsky, 1901)
- Asymblepharus eremchenkoi Panfilov, 1999
- Asymblepharus himalayanus (Günther, 1864)
- Asymblepharus ladacensis (Günther, 1864)
- Asymblepharus mahabharatus Eremchenko, Shah & Panfilov, 1998
- Asymblepharus nepalensis Eremchenko & Helfenberger, 1998
- Asymblepharus sikimmensis (Blyth, 1854)
- Asymblepharus tragbulense (Alcock, 1898)